# Londonderry
Derry ( irl. Doire lub Doire Cholm Chille) – miasto w hrabstwie o tej samej nazwie w Irlandii Północnej, nad rzeką Foyle. Drugie co do wielkości miasto Irlandii Północnej, w 2011 roku liczące 83 163 mieszkańców.

## Historia
Pierwsze wzmianki dotyczące miasta datowane są na 546 rok, kiedy to święty Kolumba założył tam klasztor.
W 1689, w trakcie wojny irlandzkiej, protestancką ludność Londonderry zaatakowała armia katolicka – mieszkańcy odparli atak dzięki mocnym murom obronnym otaczającym miasto. Wydarzenie to jest corocznie upamiętniane przez marsze protestantów, prowokujące konflikty z katolikami.
W 1969 mieszkańcy Bogside (dzielnica katolicka) zostali zaatakowani przez protestanckie bojówki UVF. Doszło do krwawych starć, w które włączyła się armia i policja (tzw. „bitwa o Bogside”).
30 stycznia 1972 w Bogside miała również miejsce tzw. krwawa niedziela.

## Nazwa

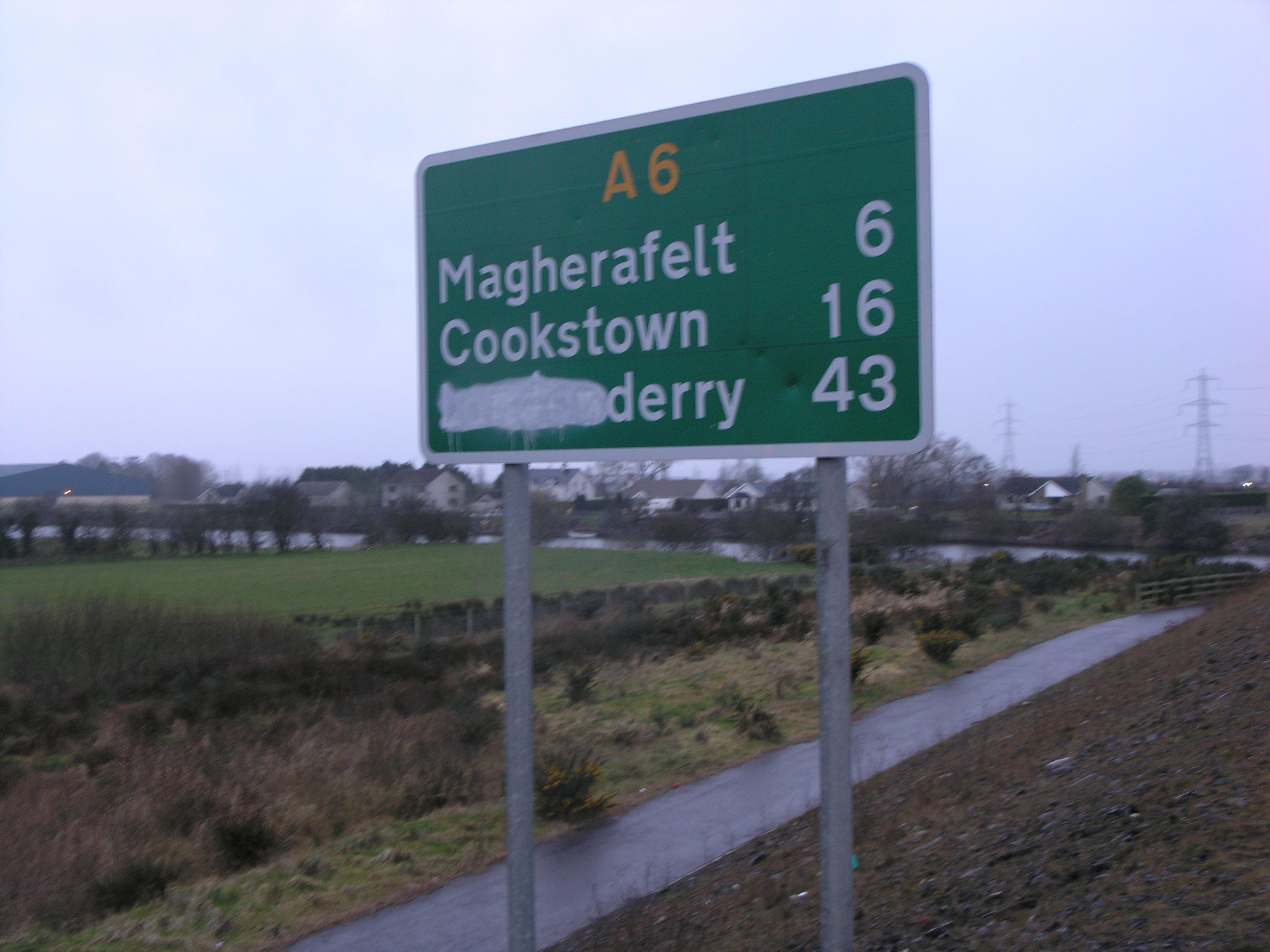
Zamalowywanie oficjalnej nazwy

Pierwotna nazwa – nadal używana lokalnie – głównie przez katolików oraz w Irlandii to Derry. Według rady miejskiej, oficjalną nazwą jest Derry, natomiast decyzja Sądu Najwyższego uznaje Londonderry za legalną nazwę. Miasto zostało w 1611 roku zasiedlone przez protestantów z Londynu i zmieniono jego nazwę na Londonderry. Nazwa ta, zgodnie z zaleceniami rządu brytyjskiego, jest nazwą oficjalną i widnieje na wszystkich brytyjskich mapach. Pomimo tego faktu, w 1984 nazwę lokalnych władz zmieniono na Derry City Council, a na początku 2003 zdominowane przez katolików władze miasta rozpoczęły proces powrotnej zmiany nazwy miasta na Derry, co jest przedmiotem sporu. Protestancka część społeczności operuje wyłącznie nazwą Londonderry.
Media używają nazw Derry i Londonderry na przemian. Także na autobusach i pociągach można zobaczyć np. w poniedziałek – „Derry” a we wtorek – „Londonderry”. Na rogatkach miasta nie ma w ogóle tablic informacyjnych ponieważ były one nagminnie wyrywane przez ludzi, którym nie podobała się nazwa na nich zamieszczona, więc zrezygnowano z ich montowania. Wiele dzielnic jest oznaczonych malowanymi krawężnikami. Protestanci malują je w barwy flagi brytyjskiej tj. niebiesko-biało-czerwono.

## Gospodarka
W mieście rozwinął się przemysł odzieżowy, włókien sztucznych, meblarski, maszynowy oraz spożywczy.